# Lyric Street Records
Lyric Street Records – amerykańska wytwórnia muzyczna z siedzibą w Nashville, należąca do Disney Music Group i specjalizująca się w muzyce country. 
Najważniejszymi wykonawcami obecnie nagrywającymi dla wytwórni są:
- Sarah Buxton
- Bucky Covington
- Josh Gracin
- Marcel
- Rascal Flatts
- SHeDAISY
- Phil Stacey
- Trent Tomlinson